# Bahnstrecke Bad Langensalza–Haussömmern
| Streckennummer: | 6732                   |                                        |                               |
| Kursbuchstrecke: | 171m (1934) 647 (1969) |                                        |                               |
| Streckenlänge: | 27,4 km                |                                        |                               |
| Spurweite: | 1435 mm (Normalspur)   |                                        |                               |
| Maximale Neigung: | ca. 20 ‰               |                                        |                               |
| |                        |                                        |                               |
| \| \| \| von Leinefelde \| \| \| \| \| DB InfraGo / Roland Mills Ost \| \| \| \| 0,00 \| Bad Langensalza früher Langensalza Süd \| 207 m \| \| \| \| Gothaer Landstraße (ex B 247) \| \| \| \| 0,50 \| nach Gotha und nach Erfurt \| nach Gotha und nach Erfurt \| \| \| \| Tonnaer Straße (B 4) \| \| \| \| 1,70 \| Bad Langensalza Ost \| Bad Langensalza Ost \| \| \| \| Roland Mills Ost \| \| \| \| \| Riedsgraben \| \| \| \| 2,20 \| Gleisende \| Gleisende \| \| \| \| Sondershäuser Straße (B 4) \| \| \| \| 3,30 \| Merxleben \| Merxleben \| \| \| \| Unstrut \| \| \| \| 6,60 \| Thamsbrück \| Thamsbrück \| \| \| 9,30 \| Groß Welsbach \| Groß Welsbach \| \| \| 11,80 \| Klein Welsbach \| Klein Welsbach \| \| \| \| Langensalzaer Straße (B 4) \| \| \| \| 14,97 \| Kirchheilingen \| 251 m \| \| \| 18,60 \| Tottleben \| Tottleben \| \| \| 19,70 \| Groß Urleben \| Groß Urleben \| \| \| 23,84 \| Bruchstedt \| 219 m \| \| \| \| Hauptstraße (L 1027) \| \| \| \| 27,40 \| Haussömmern \| 279 m \| \| \| 28,90 \| Mittelsömmern – nie gebaut \| Mittelsömmern – nie gebaut \| \| \| \| \| \| \| \| 32,40 \| Rohnstedt (GEKE) – geplant \| Rohnstedt (GEKE) – geplant \| |                        |                                        |                               |
| Abzweig geradeaus und nach links · Strecke von rechts |                        | von Leinefelde                         | von Leinefelde                |
| Wechsel des Eisenbahninfrastrukturunternehmens · Strecke |                        | DB InfraGo / Roland Mills Ost          | DB InfraGo / Roland Mills Ost |
| Blockstelle · Bahnhof | 0,00                   | Bad Langensalza früher Langensalza Süd | 207 m                         |
| Strecke mit Straßenbrücke · Bahnübergang |                        | Gothaer Landstraße (ex B 247)          | Gothaer Landstraße (ex B 247) |
| Kreuzung geradeaus unten · Strecke nach rechts | 0,50                   | nach Gotha und nach Erfurt             | nach Gotha und nach Erfurt    |
| Bahnübergang |                        | Tonnaer Straße (B 4)                   | Tonnaer Straße (B 4)          |
| Dienststation / Betriebs- oder Güterbahnhof | 1,70                   | Bad Langensalza Ost                    | Bad Langensalza Ost           |
| Abzweig geradeaus und nach rechts |                        | Roland Mills Ost                       | Roland Mills Ost              |
| Brücke über Wasserlauf |                        | Riedsgraben                            | Riedsgraben                   |
| | 2,20                   | Gleisende                              | Gleisende                     |
| Bahnübergang (Strecke außer Betrieb) |                        | Sondershäuser Straße (B 4)             | Sondershäuser Straße (B 4)    |
| Haltepunkt / Haltestelle (Strecke außer Betrieb) | 3,30                   | Merxleben                              | Merxleben                     |
| Brücke über Wasserlauf (Strecke außer Betrieb) |                        | Unstrut                                | Unstrut                       |
| Haltepunkt / Haltestelle (Strecke außer Betrieb) | 6,60                   | Thamsbrück                             | Thamsbrück                    |
| Haltepunkt / Haltestelle (Strecke außer Betrieb) | 9,30                   | Groß Welsbach                          | Groß Welsbach                 |
| Haltepunkt / Haltestelle (Strecke außer Betrieb) | 11,80                  | Klein Welsbach                         | Klein Welsbach                |
| Bahnübergang (Strecke außer Betrieb) |                        | Langensalzaer Straße (B 4)             | Langensalzaer Straße (B 4)    |
| Bahnhof (Strecke außer Betrieb) | 14,97                  | Kirchheilingen                         | 251 m                         |
| Haltepunkt / Haltestelle (Strecke außer Betrieb) | 18,60                  | Tottleben                              | Tottleben                     |
| Haltepunkt / Haltestelle (Strecke außer Betrieb) | 19,70                  | Groß Urleben                           | Groß Urleben                  |
| Spitzkehrbahnhof links | 23,84                  | Bruchstedt                             | 219 m                         |
| Bahnübergang (Strecke außer Betrieb) |                        | Hauptstraße (L 1027)                   | Hauptstraße (L 1027)          |
| Kopfbahnhof Streckenende (Strecke außer Betrieb) | 27,40                  | Haussömmern                            | 279 m                         |
| | 28,90                  | Mittelsömmern – nie gebaut             | Mittelsömmern – nie gebaut    |
| |                        |                                        |                               |
| Bahnhof (Strecke außer Betrieb) | 32,40                  | Rohnstedt (GEKE) – geplant             | Rohnstedt (GEKE) – geplant    |

Die Bahnstrecke Bad Langensalza–Haussömmern war eine normalspurige Eisenbahnstrecke in Thüringen.

## Geschichte

### Kleinbahn-AG Langensalza-Kirchheilingen
Am 27. Juli 1911 wurde für den Bau einer Bahnstrecke von Langensalza nach Kirchheilingen die Kleinbahn-AG Langensalza-Kirchheilingen gegründet. Aktionäre waren der preußische Staat, die Provinz Sachsen, der Kreis und die Stadt Langensalza sowie die Stadt Thamsbrück.
Am 4. Juli 1913 wurde die 15 km lange Strecke Langensalza–Kirchheilingen eröffnet, zuvor war ab dem 21. Mai 1913 auf dem Abschnitt Langensalza–Merxleben schon Güterverkehr durchgeführt worden. 1914 verkehrten täglich vier Zugpaare. Es waren zwei dreiachsige Dampflokomotiven, drei Personenwagen, ein Gepäckwagen und dreizehn Güterwagen vorhanden.

### Langensalzaer Kleinbahn
Am 18. Januar 1916 wurde der Firmennamen in Langensalzaer Kleinbahn AG geändert, mit dem Wunsch, alsbald weiterbauen zu können. Doch der Erste Weltkrieg und seine Folgen verzögerten das Vorhaben. Nur abschnittsweise kamen weitere Teile hinzu. Im Oktober 1920 wurde der Abschnitt Kirchheiligen–Groß Urleben befahren, im November 1922 der Verkehr bis nach Bruchstedt aufgenommen. Erst am 13. Juli 1923 konnte der Endpunkt Haussömmern erreicht werden, die Länge der Gesamtstrecke betrug 27,4 km. Ein Weiterbau bis Rohnstedt (Greußen-Ebeleben-Keulaer Eisenbahn) kam nicht mehr zustande.
Der Bahnhof Langensalza Süd lag dem Staatsbahnhof Langensalza gegenüber und in Bruchstedt war ein Kopfbahnhof entstanden, um die Strecke in einer Spitzkehre möglichst nahe an den Ort führen zu können.

### Langensalzaer Eisenbahn AG
Die Verwaltung oblag bis 1945 der Kleinbahnabteilung des Provinzialverbandes Sachsen in Merseburg. Ab 1. Juli 1946 gehörte die Langensalzaer Eisenbahn AG, wie sie ab 14. September 1943 hieß, zu den Landesbahnen Sachsen-Anhalt GmbH / VVB in Halle/Saale.

### Nach 1945
Am 1. April 1949 übernahm die Deutsche Reichsbahn den Betrieb für zwanzig Jahre. Der neuere Abschnitt Kirchheilingen–Haussömmern wurde am 24. September 1967 stillgelegt, die übrige Strecke am 1. Dezember 1969. Die Strecke ist ab dem Bahnhof Bad Langensalza Ost abgebaut worden. Bis dahin gibt es noch fallweise Güterverkehr zu einem Anschließer, das Gleis wurde als Bahnhofsgleis betrieben. Zwischenzeitlich gehört die gesamte Reststrecke Roland Mills. Auf Teilen des ehemaligen Bahndamms verläuft heute als Bahntrassenradweg zwischen Thamsbrück und Bad Langensalza Ost der Unstrutradweg.
Am 14. Dezember 2024 kam es vor dem Bahnhof Bad Langensalza Ost zu einem tödlichen Verkehrsunfall. Die Schrankenanlage war zu diesem Zeitpunkt schon mehrere Jahre außer Betrieb.